# Wilhelm Burgsmüller
Wilhelm Burgsmüller (ur. 18 stycznia 1932 w Dortmundzie, zm. 8 kwietnia 2025) – piłkarz niemiecki występujący w latach 50. i 60. Grał na pozycji prawego obrońcy.
W Borussii Dortmund występował w latach 1952–1964. Wcześniej występował w Westfalia Huckarde. Z BVB zdobył trzy mistrzostwa Niemiec (1956, 1957 oraz w 1963), był kapitanem tej drużyny. Jedyny obok Helmuta Jockela Brachta gracz, który zdobył wszystkie trzy mistrzostwa tych lat. Wraz z Jockelem Brachtem, Heinrichem Kwiatkowskim, Alfredem Niepieklo czy Herbertem Sandmannem należał do grupy 9 najstarszych żyjących graczy Borussii Dortmund.